# Truciolato
Truciolato, o truciolare, è il nome con cui vengono indicati, comunemente, i pannelli in fibra di legno composti di trucioli risultanti dallo scarto delle normali lavorazioni del legno. I trucioli vengono impastati con materiali leganti e quindi pressati per produrre i pannelli; i pannelli ottenuti possono essere di diversi tipi a seconda del tipo di truciolo. Alle colle possono inoltre essere addizionati agenti idrofobizzanti, fungicidi, ignifughi, ecc.
Con lo stesso nome si può indicare anche il materiale ligneo di base, cioè l'agglomerato di trucioli impiegato per produrre tali pannelli.

## Tipi di pannello
In origine la categoria dei pannelli truciolari era composta esclusivamente da quei pannelli definiti "pannelli di particelle" o "particellari", cioè composti da segatura intesa nel senso più comune del termine, ovvero come frammenti di granulometria fine.
In seguito, si sono aggiunti altri tipi di pannello. Ne esistono diverse varianti classificate per lo più in base alla granulometria dei trucioli impiegati.  
Un elenco provvisorio potrebbe essere il seguente: 

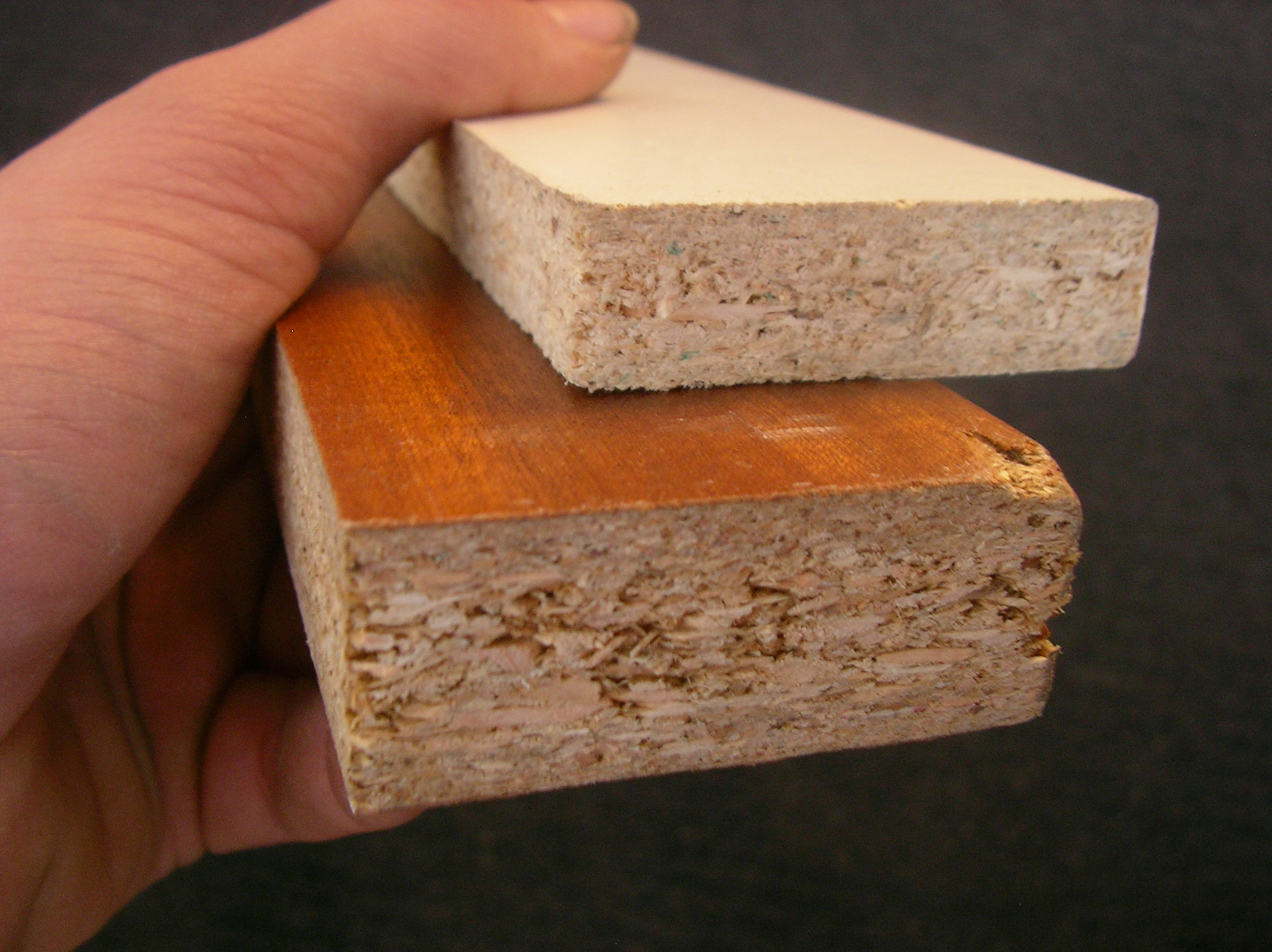
Pezzi di truciolato con impiallacciatura

- Pannelli di particelle: composti da trucioli di granulometria fine e molto fine, legati con colle di ugual tipo. Sono caratterizzati da una struttura a più strati oppure da quella che si definisce "a granulometria variabile continua". In genere, mediante procedimenti industriali particolari, i trucioli più fini sono disposti preferibilmente nella parte esterna del pannello mentre quelli più grossi nella parte interna, senza un orientamento preciso anche in virtù delle loro dimensioni ridotte. Vengono fabbricati tramite pressatura a caldo in processi continui. Il pannello viene commercializzato così com'è ma molto più spesso il semilavorato serve da base per essere rivestito con laminato plastico o impiallacciatura per conferire al pannello qualità estetiche ma anche e soprattutto migliori proprietà meccaniche, fisiche o chimiche come: resistenza e impermeabilità all'acqua (nel caso di pannelli prodotti con incollaggi non fenolici o "marini") e ad alcuni agenti chimici, migliore resistenza al graffio e agli urti, migliore rigidità.
- Pannelli di particelle legati con cemento: sono pannelli con superficie liscia color grigio, composti da trucioli di legno spesso associati ad altre fibre vegetali come la canapa. La base lignea è legata con additivi minerali come il cemento, anziché con colle. A differenza dei comuni pannelli di particelle, questi sono caratterizzati da granulometria omogenea. Il pannello di base poi può essere stratificato con pannelli di espanso rigido, sughero isolante o altro a formare pannelli compositi. Tali pannelli vengono spesso utilizzati per isolamento termo-acustico, pareti di tamponamento interne, rivestimenti estetici o per irrigidimento meccanico. Sono molto adatti all'uso in esterni essendo resistenti ad acqua, gelo, insetti e funghi.
- OSB (Oriented Strand Board, Pannello di scaglie orientate): pannelli costituiti da più strati non ben definiti (come invece avviene nei compensati), di ciò che potremmo definire come "scaglie di legno", ovvero trucioli di legno lunghi e stretti detti strand, pressati e tenuti assieme da un legante. La struttura del pannello è pensata per renderlo più resistente in una direzione. Per questo, negli strati esterni le scaglie hanno una disposizione prevalentemente parallela ad uno dei due lati del pannello. Particolare attenzione è dedicata al rapporto dimensionale delle scaglie che, di norma, vede la dimensione longitudinale molto maggiore di quella trasversale, spesso in rapporto di 10:1. Questo migliora la resistenza alla flessione in una direzione. All'interno del pannello le scaglie sono spesso orientate perpendicolarmente a quelle degli strati esterni, ma possono anche avere orientamento casuale.
- LSL o Intrallam (Laminated Strand Lumber, Fibre di legno laminate): simile all'OSB è però composto da trucioli di legno di pioppo con dimensioni particolari (spesso circa 25x300 mm e spessore circa 0,8 mm) legati con colle resistenti all'acqua, a formare un pannello di struttura omogenea e molto resistente alle intemperie. In questi, i trucioli possono essere orientati solo longitudinalmente o incrociati. I primi vengono spesso impiegati per travi di solai e tetti mentre i secondi, presentando proprietà meccaniche più uniformi nelle due direzioni, vengono utilizzati per tamponamenti (pareti, tetti, solai, ecc...)

La normativa DIN 68763 (EN 317) classifica come truciolari V100 quelli, che immersi in acqua per 24 ore, si gonfiano meno del 12% del proprio spessore. Questo truciolare solitamente si ottiene aggiungendo resine melamminiche alle colle ureiche. Di solito vengono colorati di verde (o rosso in alcuni Paesi) per distinguerli dal truciolare normale (chiamato V20). Dato l'alto costo delle resine melamminiche, sono frequentemente prodotti truciolari chiamati commercialmente V70 ossia truciolari contenenti dosi minori di resine melamminiche con supplemento di paraffine e cere. I truciolari V70 sono solitamente anch'essi colorati di verde e possono avere rigonfiamenti validi quanto quelli dei truciolari V100; al contrario dei V100 non hanno però una buona resistenza all'acqua bollente o al vapore.
Inoltre, la dicitura V70 non è contemplata nelle norme e questo fa sì che ogni produttore possa interpretare a proprio modo i requisiti di un V70 e commercializzarlo senza impedimenti legali.